# HONIM (instelling)
Het Hoger Onderwijs van Imelda (HONIM) was een katholieke hogeschool in Sint-Jans-Molenbeek. Vóór de fusie-operatie van het hoger onderwijs in Vlaanderen van 1995 bood het als enige Nederlandstalige school het graduaat plastische kunsten aan, naast een graduaat interieurvormgeving en enkele graduaten in het economische domein.

## Geschiedenis
In de 19de eeuw stichtte Marie de Jésus du Bourg (1788-1862) de orde van Le Sauveur et la Sainte Vierge. Na de secularisatiewet werden ze uit Frankrijk weggejaagd en kwamen onder meer in België terecht. In 1903 stichtten ze in Sint-Jans-Molenbeek een Franstalige lagere school naar de zalige Imelda Lambertini (1322-1333). Hieruit groeide een commercieel en beroepsmiddelbaar, dat vooral Vlaamse meisjes aantrok. Gezien hun slechte studieresultaat boden de zusters vanaf 1938 onderwijs in het Nederlands, waarmee dit Imelda-Instituut een van de pioniers werd in Brussel. Naast het middelbaar ontstond ook een hogere beroepsschool en handelsnormaalschool met later ook een regentaat snit & confectie, handel en huishoudkunde. Met Expo 58 groeide de vraag naar Nederlandstalige tolken, vertaalsters en directiesecretaressen waarop de zusters begonnen met een opleiding hoger secretariaat.
Bij de hervorming van het hoger onderwijs in 1995 ging HONIM met zeven instellingen op in de Hogeschool voor Wetenschap en Kunst. Wegens overlapping van het aanbod verhuisde het graduaat plastische kunsten naar de Sint-Lucasschool (Gent) en de interieurvormgeving naar het Sint-Lucasinstituut in Schaarbeek. De resterende graduaten werden de bacheloropleidingen bedrijfsmanagement, office management, toegepaste informatica en sociaal werk. In 2007 is de W&K-hogeschool samen met EHSAL opgegaan in de Hogeschool-Universiteit Brussel. Deze instelling ging vanaf 2012 structureel samenwerken met de Oost-Vlaamse Katholieke Hogeschool Sint-Lieven. In 2014 fuseerden beide instellingen tot Odisee.
In 1973 werd de studentenvereniging HONIM opgericht met de kleuren groen-wit-groen als onderdeel van het Katholiek Vlaams Hoogstudentenverbond. Deze organisatie bestaat tot op heden en verenigt Brusselse Odisee-studenten bedrijfskunde (bedrijfsmanagement, office management en toegepaste informatica) en sociaal werk.